# Kim Hee-chul
Kim Hee-chul (en hangul, 김희철; en hanja, 金希澈; Hoengseong, Gangwon, 10 de julio de 1983), más conocido por su nombre monónimo Heechul (en hangul, 희철), es un cantante surcoreano, conocido por ser miembro del grupo Super Junior y sus subunidades Super Junior-T y Super Junior-H, así como el dúo Universe Cowards con Min Kyung-Hoon y el ahora disuelto dúo Kim Heechul & Kim Jungmo con Kim Jung-mo. En 2018 debutó como YouTuber al crear su canal HEETube, el cual cuenta con más de 500 mil suscriptores. En 2019 se convirtió en el cuarto miembro de Super Junior en debutar como solista al lanzar el sencillo digital Old Movie. Además, es un conductor de televisión muy reconocido en Corea del Sur, ya que actualmente (2019) conduce 4 programas, de variedades, entre ellos Knowing Bros y Life Bar

## Biografía
Heechul nació el 10 de julio de 1983. Tiene una hermana mayor llamada Kim Heejin. Asistió a la Universidad de Sangi y se graduó en 2008. Heechul dijo que se fue a edad temprana de su casa para trabajar antes de entrar a SM Entertainment. Reveló que uno de los trabajos que tuvo cuando era más joven era de salvavidas y como trabajador en una construcción.

## Carrera

### Predebut
Kim Heechul fue descubierto en el "Starlight Casting System" en octubre de 2002, en donde audicionó junto con unos amigos. Inicialmente, fue colocado en un grupo proyecto de cuatro miembros llamado "Four Seasons". Este grupo incluía a JaeJoong  , Yunho y Kangin. Nunca debutaron y luego Jaejoong y Yunho formaron la banda TVXQ que debutó en diciembre de 2003. Heechul y Kangin, junto con otros diez chicos formaron el grupo Super Junior 05, conformando la primera generación de un grupo que tendría sistema rotativo.
Otras actividades antes de su debut incluían modelaje, actuación y VJing. Hizo su primera aparición en la TV como actor principal en el drama juvenil, Banolim 2. Igual que su compañero de grupo, Kibum, hizo su primera aparición en televisión antes de debutar en Super Junior. Protagonizó el drama juvenil de 2005, "Sharp 2", junto con Kibum. No mucho después, apareció en un episodio de "Loveholic" como un aspirante a chef. Fue un MC regular del programa musical Show! Music Tank.

### 2005-2006: Debut con Super Junior
Kim Heechul debutó oficialmente como parte de un grupo proyecto de 12 miembros llamado Super Junior 05 el 6 de noviembre de 2005 en el programa Inkigayo de SBS, con su primer sencillo, Twins (Knock Out). El álbum debut SuperJunior05 (Twins) fue lanzado un mes después el 5 de diciembre de 2005 y debutó en el #3 del ranking mensual MIAK.
En marzo de 2006, SM Entertainment comenzó a reclutar nuevos miembros para la próxima generación de Super Junior. Pero, debido a las objeciones de los fanes y la fuerte oposición del sistema rotativo (popular en la industria de Japón) los planes cambiaron y la compañía declaró que no habría cambios. Después de la adición de un 13.º. miembro, Kyuhyun, el grupo dejó el sufijo "05" y se volvió oficialmente Super Junior. El primer sencillo U fue lanzado el 7 de junio de 2006 y se convirtió en su canción más exitosa hasta el éxito de "Sorry, Sorry" en marzo de 2009.
Después de debutar, nuevamente actuó junto a Kibum en la sexta temporada de Nonstop/Rainboyw Romance. En 2006, él actuó en un papel secundario como Gong Min en "Bad Family". En 2007, él actuó en el drama familiar "Golden Bride" como Kim Young-soo. Kim Heechul también hizo apariciones en programas de variedad como Vitamin, Sponge, Xman y Love Letter, además de ser DJ en programas de radio como SBS Power FM Youngstreet junto a Park Heebon, hasta mediados del 2006.

### 2007-2008: Subgrupos y rol de animador
En 2007, Kim Heechul se volvió parte de la subunidad de Super Junior, Super Junior-T que debutó el 23 de febrero con el sencillo de Trot, Rokkugo. Heechul participó en el segundo álbum de Super Junior, Don't Don, el primer tour de la banda y filmó la primera película de Super Junior, Attack on the Pin-Up Boys.
Él sustituyó a Andy de Shinhwa temporalmente en el programa Inkigayo de SBS y luego se convirtió en animador permanente junto a Ku Hye Sun desde el 23 de abril de 2006 hasta el 18 de febrero de 2007, y junto a Jang Keun-suk desde el 25 de febrero hasta el 7 de octubre de 2007. Después junto a Ji-hyo desde el 11 de noviembre de 2007 hasta el 4 de mayo de 2008. Heechul estuvo en un show de televisión llamado "Good Daddy", en donde él junto a otras celebridades incluyendo a Lee HongKi de FT Island, aprendieron a ser buenos padres cuidando a su "hija". También estuvo en el programa "Band of Brothers" junto a Kangin y Jungmo y Jay de TRAX, en donde rendían tributo a diferentes grupos en el final de cada episodio.
En 2008, Kim Heechul debutó como actor de musical en el rol principal, Sonny, en "Xanadu". Tuvo funciones desde el 9 de septiembre al 23 de noviembre de 2008 en el Centro de Artes de Doosan de Yeonji-dong en Seúl. Las audiciones para ser parte del elenco fueron a través de un programa de telerrealidad llamado "To Be Kangin and Heechul", que además sirvió como promoción del musical.

### 2009-2010: Youngstreet y redes sociales
Kim Heechul fue el coanimador de "Dream Concert 2009" junto a Song Ji-hyo, que se llevó a cabo en el Seoul World Cup Stadium el 10 de octubre, y el coanimador de "Dream Concert 2010" junto a Taecyeon de 2PM el año siguiente. Así mismo fue coanimador de otros festivales durante esos años como MBC Gayo Daejun, entre otros.
Después del 55 episodios, el drama Loving You Ten Million Times en donde actuaba terminó a inicios de 2010 y se lanzó su primer sencillo solitario, "First Star" (초별, Chobyul) para la banda sonora el 6 de noviembre de 2009. Heechul volvió a ser DJ en la radio de SBS, Young Street. El show salió al aire el 29 de marzo de 2010 por primera vez en cuatro años y se fue a mediados de 2011. En mayo de 2010 se unió al programa Family Outing 2 como miembro regular pero el show fue cancelado dos meses después por bajo índice de audiencia.
El 9 de octubre de 2010, se creó un Facebook no confirmado (hasta el día de hoy) con su nombre, que recibió 5.000 solicitudes de amistad en 5 minutos. Así mismo, después de crear un usuario de Twitter se convirtió en tendencia mundial por cuatro días seguidos (9 de octubre de 2010 a 12 de octubre de 2010). Su Twitter fue uno de los 5 más seguidos de Corea del Sur hasta que lo cerró en julio de 2012. Sus habilidades en redes sociales le valieron varios premios y apariciones en diarios.

### 2011-2015: M&D, servicio militar, Knowing Bros y comebacks con SJ
Heechul formó un grupo proyecto llamado Kim Heechul & Kim Jungmo (M&D) con su compañero de agencia, Kim Jung-mo de Trax en 2011. M&D significa "Medianoche y amanecer" (en inglés) y las ciudades natales de los dos miembros, "Miari y Dangae-dong". El video musical de su canción debut, "Close Ur Mouth" fue dirigido por Heechul y salió al aire el 23 de junio de 2011. Heechul escribió la letra mientras que Jungmo compuso y tocó todos los instrumentos para la canción. Su presentación debut fue en la premiación de verano de Mnet, 20’s Choice, el 7 de julio de 2011.
Fue uno de los 4 animadores en el segmento de Golden Fishery/Radio Star del canal MBC y una vez que se enlistó, su compañero de grupo, Kyuhyun tomó su lugar. También estuvo en el programa Secret de Saturday Freedom de KBS.

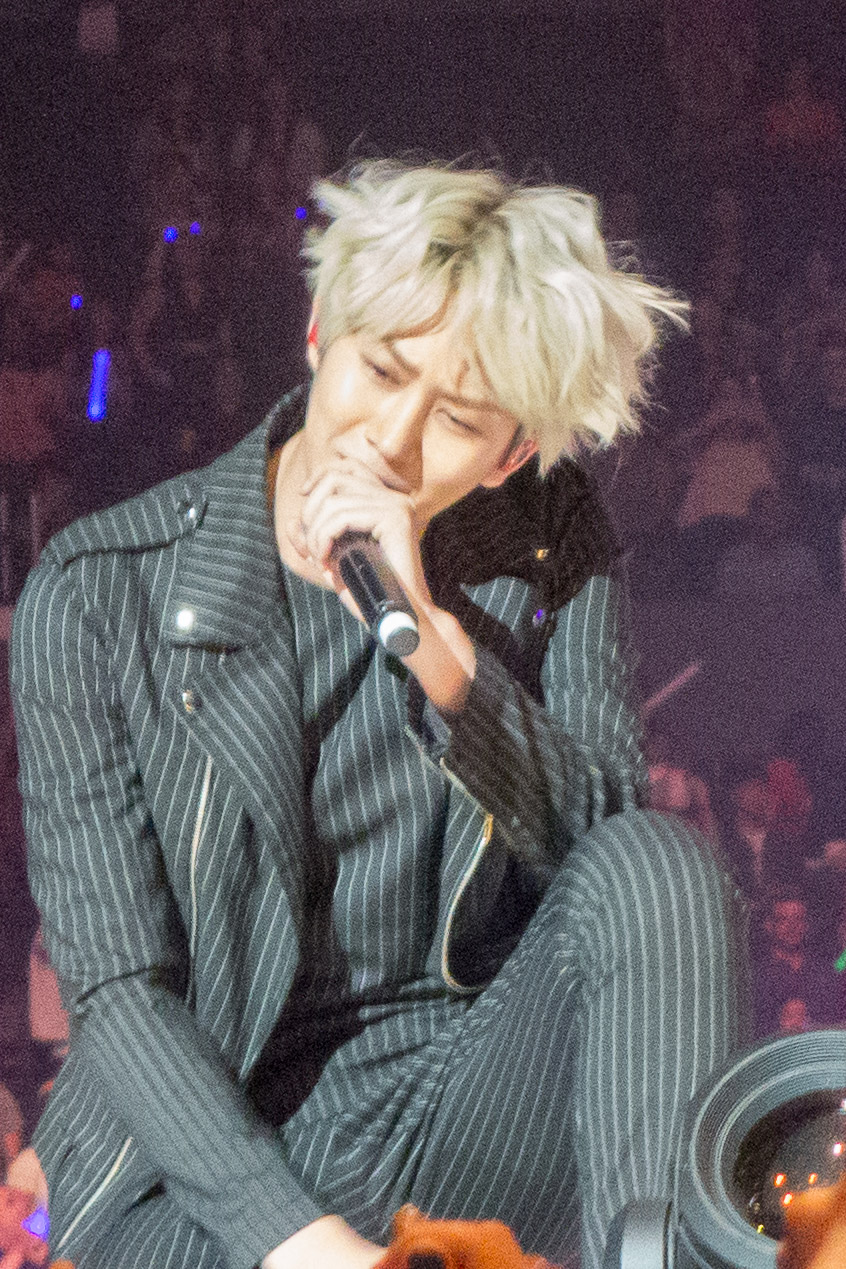

El 1 de septiembre de 2011, Heechul se enlistó para su servicio militar obligatorio como servidor público por 23 meses después de estar cuatro semanas en entrenamiento básico en el campo militar de Nonsan, en la provincia de Chungcheongnam-do. El 27 de septiembre salió al aire el sencillo "Breakups are So Like Me" de Kim Jang-hoon junto a Heechul, quien también aparece en el video musical. Sus partes en vivo fueron cubiertas por sus compañeros de grupo Yesung, Eunhyuk y Shindong quienes cantaron junto a Kim Jang Hoon.
Desde inicios de 2012 volvió a ser DJ, esta vez para la radio del distrito SungDong mientras trabajaba como servidor público. Después de críticas de la opinión pública se retiró para volver nuevamente a fines del 2012. El programa salía al aire cada viernes a mediodía y recibe permanentemente cartas y comentarios de fanes de todo el mundo. Se desempeñó como DJ del 20 de enero al 18 de mayo de 2012 y del 14 de enero al 26 de julio de 2013. 
A partir de enero de 2014 apareció en la segunda temporada del reality show de MBC We Got Married: Global Edition, como pareja ficticia de Puff Kuo, actriz y miembro de un popular grupo femenino de Taiwán. Durante el mismo año, regresó a la pantalla chica con el drama de comedia y fantasía titulado Flower Grandpa Investigation Unit, compartiendo créditos con Lee Soon-jae, Byun Hee-bong and Jang Gwang. En agosto de 2014 regresó tuvo su primer comeback grupal con Super Junior tras completar su servicio militar con el álbum Mamacita y junto con el grupo se presentó en Music Bank en septiembre, siendo esta la primera ocasión en la que Leeteuk, Kangin y él estuvieron juntos en el escenario desde que terminaron sus servicios militares.
En 2015 se volvió el MC de múltiples programas de variedades entre ellos Wednesday Food Talk, A Style For You, MAPS, Knowing Bros y un programa coreano-chino llamado With You All The Way, el último fue el primer programa de variedad chino que condujo desde su debut en 2005. Ese mismo año ganó su primer premio chino en los premios 12th COSMO Beauty Awards. Knowing Bros resultó ser un éxito que impulsó la carrera de su elenco, en la actualidad (octubre de 2019) el programa se mantiene al aire.  
En 2015 lanzó junto en M&D su primer EP Cottage Industry. La canción principal fue I Wish y se lanzó digitalmente el 16 de abril de 2015 y en físico el 20 de abril. La canción fue compuesta por el dúo y se posicionó en el segundo lugar de la chart de álbumes de Gaon.
En julio de 2015 participó en el álbum especial por el décimo aniversario de Super Junior, así como el repackage Magic y promocionó activamente con el grupo en programas musicales como M! Countdown con las canciones "Devil" and "Don't Wake Me Up" a partir del 16 de julio, continuando con Music Bank, Music Core e Inkigayo.

### 2016-2017: Éxito con Knowing Bros y Universe Cowards
Tras finalizar promociones de Devil y Magic, se anunció que el grupo entraría en semi-hiatus debido al enlistamiento militar de cuatro miembros, aunque durante la primera mitad de 2016 participó en la gira de fanmeetings que Super Junior tuvo en Asia y América, con fecha final en México en julio de 2016.
En marzo de 2016 se confirmó que Heechul sería el MC temporal de Weekly Idol hasta el 5 de octubre, como reemplazo de Jeong Hyeong-don. El 15 de abril lanzó un sencillo para SM Station haciendo dueto con Wheein, titulado Narcissus, canción que fue escrita por él y producida por Jungmo. Esta fue su primera colaboración con una artista femenina. 
En julio de 2016 Heechul regresó con Jungmo con un segundo EP titulado Goody Bag, esta vez haciéndose llamar Kim Heechul & Kim Jungmo. Su canción principal de troto-rock se tituló Ulsanbawi. Durante el mismo año apareció en la tercera temporada de un programa de variedad chino llamado Perhaps Love con la actriz china Li Feier, haciendo de esta su segunda relación ficticia tras su aparición en We Got Married
En otoño de 2016, Heechul y su compañero de reparto de Knowing Bros, Min Kyung-hoon lanzaron un dueto titulado Sweet Dream. Hicieron llamar a su dúo Universe Cowards para promocionar la canción, el cual es una mezcla del apodo de Heechul "Universe Star" y la canción de Kyung-hoon "Coward". En el video musical también participaron los miembros de reparto de Knowing Bros. La canción resultó ser un éxito, ya que llegó se posición en el primer lugar de todas las charts digitales coreanas existentes, consiguiendo un logro conocido como "all-kill"  y convirtiéndose en el primer miembro de Super Junior en conseguirlo. En 2017 Sweet Dream ganó un premio en los Melon Music Awards bajo la categoría de Mejor Canción de Rock
El éxito conseguido en Knowing Bros y su sencillo Sweet Dream, impulsó la carrera de Heechul como MC y fue llamado uno de los Mejores MC Idols de 2016. Gracias a esto ganó mucho reconocimiento con el público general coreano y también consiguió numerosos roles de MC en programas como Phantom Singer, Singderella, Secretly Greatly, Game Show Yoo Hee Nak Rak y Lipstick Prince, ganándose así el apodo del MC Profesional.
Durante noviembre de 2017 regresó a lado de Super Junior con el octavo álbum del grupo, titulado Play. Debido a las secuelas de su accidente automovilístico en 2006, Heechul decidió que aparecería en la canción principal Black Suit pero su participación en la coreografía sería reducida, por lo que él aparece durante la segunda mitad de la canción. Heechul promocionó activamente Play al lado del resto de los integrantes de Super Junior en programas musicales como Music Bank, Inkigayo y Show! Music Core así como en programas de variedades como Weekly Idol, Life Bar, Knowing Bros y Cultwo Show.

### 2018-2019: Participación en Super TV, nuevo sencillo con Universe Cowards y debut solista
En enero de 2018 Label SJ anunció que Super Junior tendría su propio programa de variedades, titulado Super TV, el programa se transmitió de enero de 2018 a agosto de 2018 con un total de dos temporadas Durante la primera temporada el elenco se compuso solamente de los integrantes del grupo, pero durante la segunda temporada los integrantes recibieron como invitados a diversos grupos idols.
En febrero de 2018 Heechul hizo su comeback en Universe Cowards con un nuevo sencillo titulado Falling Blossoms, como parte de un concurso interno entre el elenco de Knowing Bros. Su compañero del dúo Min Kyung-hoon escribió la letra de Falling Blossoms con sus compañeros de su banda Buzz, Yoo Woo-hyun and Shin Joon-ki. La canción se posicionó en el número 15 de la chart digital de Gaon y en noviembre de 2018 la canción fue nominada en la categoría Mejor canción de Rock de la décima edición de los Melon Music Awards, ganaron el premio en diciembre y se convirtieron en el único en ganar esa categoría durante dos años consecutivos
En abril de 2019 Heechul hizo su debut como solista al lanzar su primer sencillo digital, titulado Old Movie y se posicionó en el número uno de las charts de iTunes de siete países distintos: Singapur, Arabia Saudita, Macao, Filipinas, Hong Kong. En mayo de 2019 Heechul llevó a cabo su primer talkshow titulado HEETalk, cuyas entradas se agotaron en tan solo un minuto. En agosto de 2019 se estrenó Hello My Cat, en la cual Heechul participó en el doblaje.
A octubre de 2019 Heechul se encuentra participando en numerosos programas de variedades: Knowing Bros, Life Bar, Somevival 1+1, My Ugly Duckling y A Man Who Feeds the Dog (Season 3). En agosto de 2019, Heechul anunció que participaría en el nuevo y 9.º álbum de Super Junior Time Slip y subsecuentes promociones en programas de variedades, pero que no participaría en la coreografía de la canción principal ni en el Super Show 8 debido a problemas de salud relacionados con sus piernas. Heechul también participó en la tercera temporada del reality show de Super Junior SJ Returns 3, el cual mostró actividades cotidianas individuales de los integrantes y documentó la producción del nuevo y 9.º álbum del grupo.

## Vida personal

### Relación Sentimental
El 2 de enero de 2020, Label SJ y JYP Entertainment confirmaron que Heechul mantuvo una relación con Hirai Momo del grupo Twice. Sin embargo, el 7 de julio de 2021, un artículo de Corea comentó que la pareja había terminado recientemente, a lo cual más tarde JYP Entertainment y SM Entertainment confirmaron su ruptura.

### Accidente de auto
El 10 de agosto de 2006, Heechul estuvo involucrado en un accidente de auto mientras se dirigía a Seoul desde Mopko, después de asistir al funeral del padre de su compañero de grupo, Donghae. Los neumáticos tuvieron mal funcionamientos mientras intentó cambiar de pista. Heechul se fracturó su pierna en cinco partes, incluyendo fémur, rodilla y tobillo, requiriendo una cirugía de seis horas. También tuvo otras heridas como un corte en su lengua, que requirió varias puntadas.
Heechul fue aconsejado de detener todas sus actividades por un periodo de 12 semanas y salió del hospital el 13 de septiembre de 2006 pero continuó recibiendo tratamiento y tuvo que regresar al hospital para tener una segunda cirugía, para remover una placa de metal (el 10 de octubre). A fines de octubre volvió a trabajar brevemente para grabar los tres episodios finales de MBC Youth Sitcom en una silla de ruedas. Hizo su regreso el 25 de noviembre de ese mismo año en el festival de música de fin de año de Mnet (MKMF). A fines de diciembre, Heechul volvió oficialmente a todas sus actividades en programas de variedad.
En 2007, Heechul volvió a presentarse regularmente con Super Junior a pesar de que aún tenía parte de la placa de metal en su pierna. En abril y mayo de 2007 se había recuperado lo suficiente para bailar en las coreografías de Super Junior. La placa de metal fue removida completamente en 2008.

## Filmografía

### Programas de variedades
| Fecha         | Título                         | Canal       | Notas                                                 |
| ------------- | ------------------------------ | ----------- | ----------------------------------------------------- |
| 2005          | Love Letter                    | SBS         | Invitado                                              |
| 2007–2008     | Exploradores del cuerpo humano | SBS         | Elenco principal                                      |
| 2008          | Because I Like You             | SBS         | Invitado                                              |
| 2008-2009     | Band of Brothers               | Mnet        | Presentado junto a Kangin, Jay y Jungmo               |
| 2010          | Family Outing 2                | SBS         | Invitado                                              |
| 2010          | Running Man                    | SBS         | Invitado (Ep. 20)                                     |
| 2011          | Radio Star                     | MBC         | Presentador                                           |
| 2013          | The Human Condition            | KBS         | Invitado (Ep. 46)                                     |
| 2013-2014     | War of Words                   | JTBC        | Presentador                                           |
| 2014          | We Got Married Global          | MBC         | Esposo virtual de Puff Guo                            |
| 2014          | Running Man                    | SBS         | Invitado (Ep. 207)                                    |
| 2014          | Weekly Idol                    | MBC         | Invitado (Ep. 125)                                    |
| 2014          | Hello Counselor                | KBS         | Invitado junto a Kangin, Shindong y Ryeowook          |
| 2014          | My Young Tutor                 | MBC         | Invitado                                              |
| 2015          | A Style for You                | KBS         | Presentador junto a Hara, Bora y Hani                 |
| 2015          | 4 Things Show                  | Mnet        | Invitado (Ep. 15)                                     |
| 2015          | Happy Together (Temp. 3)       | KBS         | Invitado                                              |
| 2015          | Weekly Idol                    | MBC Every 1 | Presentador especial (Ep. 229-230). Episodio con BTS. |
| 2016          | Code - Secret Room             | JTBC        | Miembro (Ep. 1 - 7)                                   |
| 2016          | Hello Counselor                | KBS         | Invitado, Ep. 268                                     |
| 2016-2017     | Lipstick Prince                | OnStyle     | MC y miembro de elenco (Ep. 1 - 22)                   |
| 2017          | Living Together in Empty Room  | MBC         | Miembro (Ep. 8 - 11)                                  |
| 2019          | V-1                            | tvN         | Aparición especial                                    |
| 2020          | King of Mask Singer            | MBC         | participante "X-Generation" - (Ep. #241-242)          |
| 2021          | Friends                        |             | invitado                                              |
| 2015–presente | Knowing Bros                   | JTBC        | Elenco fijo                                           |
| 2017–presente | Life Bar                       | tvN         | Elenco fijo                                           |
| 2019–presente | Somevival 1+1                  | KBS2        | Elenco fijo                                           |
| 2019–presente | A Man Who Feeds the Dog        | Channel A   | Elenco fijo                                           |
| 2019–presente | My Ugly Duckling               | SBS         | Elenco fijo                                           |
| 2019–presente | Delicious Rendezvous           | SBS         | Elenco fijo                                           |
| 2020–presente | 7.7 Billion Love               | JTBC        | Elenco fijo                                           |

### Películas
| Año  | Título                    | Papel                   | Notas           |
| ---- | ------------------------- | ----------------------- | --------------- |
| 2007 | Attack on the Pin-Up Boys | Presidente Ultra Junior |                 |
| 2007 | Alvin and the Chipmunks   | Simon                   | Doblaje coreano |
| 2011 | Super Show 3 3D           | Él mismo                |                 |
| 2016 | Familyhood                | Idol                    | Cameo           |
| 2019 | Hello, My Cat             | Sa Rang Yi (Gato)       | Voz             |

### Series de televisión
| Año       | Título                            | Rol                | Canal |
| --------- | --------------------------------- | ------------------ | ----- |
| 2005      | Sharp 2                           | Baek Jin Woo       | KBS   |
| 2005      | Loveholic                         | Chef joven (Cameo) | KBS   |
| 2005–2007 | Rainbow Romance                   | Heechul            | MBC   |
| 2006      | Mystery 6                         | Él mismo           | Mnet  |
| 2006      | Bad Family                        | Gong Min           | SBS   |
| 2007–2008 | Golden Bride                      | Kim Young Soo      | SBS   |
| 2009      | Tae-hee, Hye-kyo, Ji-hyun         | Él mismo (cameo)   | MBC   |
| 2009–2010 | Loving You a Thousand Times       | Lee Chul           | SBS   |
| 2010      | I am Legend                       | Él mismo (cameo)   | SBS   |
| 2011      | Youth Melody                      | Shen Taiyi         | CCTV  |
| 2013      | The Heirs                         | Él mismo (cameo)   | SBS   |
| 2014      | Flower Grandpa Investigation Unit | Park Jung Woo      | tvN   |

## Videografía

### Aparición en videos musicales
| Año  | Título                        | Créditos | Créditos | Créditos | Créditos  | Artista(s)                   |
| Año  | Título                        | Actor    | Cantante | Director | Guionista | Artista(s)                   |
| ---- | ----------------------------- | -------- | -------- | -------- | --------- | ---------------------------- |
| 2007 | "Girl In Flight"              | Sí       |          |          |           | Magolpy                      |
| 2010 | "Let You Go"                  | Sí       |          |          |           | TraxX                        |
| 2010 | "King Wang Zzang"             | Sí       | Sí       |          |           | Defconn ft. Heechul          |
| 2010 | "Shady Girl"                  | Sí       |          |          |           | Sistar                       |
| 2011 | "Close Ur Mouth"              | Sí       | Sí       | Sí       | Sí        | Kim Heechul & Kim Jungmo     |
| 2011 | "Breakups are So Like Me"     | Sí       | Sí       |          |           | con Kim Jang-hoon            |
| 2013 | "Open The Door"               | Sí       |          |          |           | Im Chang-jung                |
| 2013 | "You Are A Miracle"           | Sí       | Sí       |          |           | con varios artistas          |
| 2014 | "Shall We Dance With Dr. Lim" | Sí       |          |          |           | Im Chang-jung ft. Heechul    |
| 2015 | "I Wish"                      | Sí       | Sí       | Sí       | Sí        | Kim Heechul & Kim Jungmo     |
| 2016 | "Narcissus"                   |          | Sí       | Sí       | Sí        | Kim Heechul & Kim Jungmo     |
| 2016 | "Ulsanbawi"                   | Sí       | Sí       | Sí       | Sí        | Kim Heechul & Kim Jungmo     |
| 2016 | "Sweet Dream"                 | Sí       | Sí       | Sí       |           | con Min Kyung-hoon           |
| 2016 | "Melody"                      |          | Sí       |          |           | Eve ft. Heechul              |
| 2017 | "Charm of Life"               | Sí       | Sí       |          |           | con Shindong, Eunhyuk, Solar |
| 2018 | "Falling Blossoms"            | Sí       | Sí       |          | Sí        | con Min Kyung-hoon           |
| 2019 | "Old Movie"                   | Sí       | Sí       |          | Sí        | Kim Hee-chul                 |

## Premios y nominaciones
| Año  | Premiación                       | Categoría                                          | Obra nominada    | Resultado |
| ---- | -------------------------------- | -------------------------------------------------- | ---------------- | --------- |
| 2007 | 1st Mnet 20's Choice Awards      | Chico Más Guapo                                    | N/A              | Ganador   |
| 2011 | 3rd Shorty Awards                | Premio a Mejor Celebridad                          | N/A              | Nominado  |
| 2011 | 11th MBC Entertainment Awards    | Premio a Mejor Novato                              | Radio Star       | Ganador   |
| 2013 | Seongdong District Office        | Premio a Servicio de Excelencia                    | N/A              | Ganador   |
| 2015 | 12th Cosmo Beauty Awards (China) | Ícono de Belleza Asiática                          | N/A              | Ganador   |
| 2016 | 5th JTBC Awards                  | Mejor Entretenedor                                 | Knowing Bros     | Ganador   |
| 2016 | 5th JTBC Awards                  | Premio a la Mejor Pareja con Min Kyung-hoon        | Knowing Bros     | Ganador   |
| 2017 | 6th Gaon Chart Music Awards      | Canción del Año (noviembre) con Min Kyung-hoon     | Sweet Dream      | Nominado  |
| 2017 | 9th Melon Music Awards           | Mejor Canción de Rock con Min Kyung-hoon           | Sweet Dream      | Ganador   |
| 2018 | 10th Melon Music Awards          | Mejor Canción de Rock con Min Kyung-hoon           | Falling Blossoms | Ganador   |
| 2019 | 8th Gaon Chart Music Awards      | Canción del Año (febrero) con Min Kyung-hoon       | Falling Blossoms | Nominado  |
| 2019 | 53rd Taxpayer Day                | Premio Presidencial: Pagador de Impuestos Ejemplar | N/A              | Ganador   |
| 2019 | 17th Brand of the Year Awards    | Entretenedor del Año                               | N/A              | Nominado  |